# 奈良県道246号馬場針ケ別所小倉線
奈良県道246号馬場針ケ別所小倉線（ならけんどう246ごう ばばはりがべっしょおぐらせん）は、奈良県奈良市を通る一般県道である。

## 概要
奈良市都祁馬場町から奈良市小倉町に至る。
奈良市の旧都祁村中部の集落を結ぶ。

### 路線データ
- 起点：奈良市都祁馬場町（馬場交差点、国道369号交点）
- 終点：奈良市小倉町（国道25号交点）

## 路線状況

### 重複区間
- 奈良県道25号月瀬針線（奈良市荻町 - 奈良市針ヶ別所町）

## 地理

### 通過する自治体
- 奈良県
  - 奈良市

### 交差する道路
| 交差する道路                      | 交差する場所 | 交差する場所      |
| --------------------------------- | ------------ | ----------------- |
| 国道369号                         | 都祁馬場町   | 馬場交差点 / 起点 |
| 奈良県道25号月瀬針線 重複区間起点 | 荻町         |                   |
| 奈良県道25号月瀬針線 重複区間終点 | 針ヶ別所町   |                   |
| 国道25号 / E25 名阪国道           | 小倉町       | [ 注釈 1 ]        |
| 国道25号 / 旧道                   | 小倉町       | 終点              |

### 沿線
- 布目川